# Nabak kimchi
Nabak kimchi là một kimchi nước, tương tự như dongchimi, trong ẩm thực Triều Tiên. Nó được làm từ củ cải Triều Tiên thái lát mỏng và cải thảo (được gọi là baechu, hangul 배추, trong tiếng Triều Tiên) như nguyên liệu chính và muối chúng với hỗn hợp rau và gia vị như dưa chuột, hành lá, cỏ muỗi nước (được gọi là "minari", 미나리 trong tiếng Triều Tiên), tỏi, gừng, ớt, bột ớt, đường, muối, và nước.
Nabak gimchi nhìn giống như dongchimi dưới hình thức nhưng nó thường được dùng vào mùa xuân và mùa hè, trong khi dongchimi được dùng phổ biến vào mùa đông. Ngoài ra, bột ớt được thêm vào để làm nabak kimchi và làm cho kimchi có màu hồng không giống như màu trắng của dongchimi.
Từ nabak có nguồn gốc từ nabaknabak (hangul 나박나박) là một trạng từ trong tiếng Triều Tiên và có nghĩa là "làm thẳng hoặc cắt mỏng".

## Liên kết
- Thông tin tóm tắt và công thức về nabak kimchi
- Thông tin tóm tắt về nabak kimchi và kimchi khác Lưu trữ ngày 8 tháng 2 năm 2008 tại Wayback Machine từ Tổ chức du lịch Hàn Quốc Lưu trữ ngày 5 tháng 11 năm 2007 tại Wayback Machine
- (tiếng Hàn) Công thức của nabak kimchi Lưu trữ ngày 24 tháng 11 năm 2006 tại Wayback Machine từ báo của Munhwa Ilbo Kimchi EXPO 2007 Lưu trữ ngày 27 tháng 9 năm 2007 tại Wayback Machine
- (tiếng Hàn) Thông tin chung công thức về nabak kimchi